# Naufrage du 15 septembre 2014 en Méditerranée
Le naufrage du 15 septembre 2014, au large de la Libye, a fait au moins cinq-cents morts, devenant le naufrage le plus meurtrier des dix années écoulées. Les réfugiés, Syriens, Palestiniens, Egyptiens et Soudanais, étaient partis de Damiette en Egypte le 6 septembre. Selon deux Palestiniens repêchés le jeudi 11 septembre après plus de 24h de dérive en mer, les passeurs auraient volontairement provoqué le naufrage en emboutissant l'embarcation: les réfugiés ont été contraints de changer plusieurs fois de bateau et une rébellion a éclaté lorsque l'ordre a été donné de sauter sur une embarcation plus petite.
La veille, seulement 36 personnes sur 200, principalement des femmes, avaient survécu à un autre naufrage près des côtes libyennes.